# Ultramafisch
| Indeling der stollingsgesteenten | Indeling der stollingsgesteenten | Indeling der stollingsgesteenten | Indeling der stollingsgesteenten | Indeling der stollingsgesteenten |
| -------------------------------- | -------------------------------- | -------------------------------- | -------------------------------- | -------------------------------- |
|                                  | % SiO2                           | uitvloeings- gesteente           | gang- gesteente                  | diepte- gesteente                |
| felsisch                         | >~70                             | ryoliet                          | granofier                        | graniet                          |
| felsisch                         | ~70-63                           | daciet                           | granodioriet                     | granodioriet                     |
| intermediair                     | 63-52                            | andesiet                         | dioriet                          | dioriet                          |
| mafisch                          | 52-45                            | basalt                           | doleriet                         | gabbro                           |
| ultramafisch                     | <45                              | komatiiet                        | peridotiet                       | peridotiet                       |

Ultramafisch staat in de geologie voor stollingsgesteente dat relatief zeer weinig (minder dan 45 massaprocent) silica (SiO2) bevat. Een gesteente dat tussen de 52 en 45 massaprocent silica bevat is mafisch.
Ultramafisch gesteente is relatief zeldzaam. Voorbeelden van ultramafisch dieptegesteente zijn peridotiet en pyroxeniet. Deze gesteenten vormen het hoofdbestanddeel van de aardmantel. Voorkomens aan het aardoppervlak zijn daar door tektonische bewegingen gebracht. 
Een voorbeeld van ultramafisch uitvloeiingsgesteenten is komatiiet. Vrijwel alle bekende komatiiet-voorkomens komen uit het Archeïcum. Van lava met deze samenstelling wordt vermoed dat het bij uitbarsting 1600°C moet zijn geweest, veel heter dan tegenwoordige lava's. Dit was mogelijk vanwege de hogere temperaturen binnenin de Aarde in het Archeïcum. Nog enkele andere zeldzame stollingsgesteenten, zoals carbonatiet, zijn ultramafisch.